# Kurion
Kurion (ógörögül:Κούριον, latinul: Curium) ókori városállam és királyság volt Ciprus területén a mai Limassoltól 13 kilométerre nyugatra. A település helyén ma álló régészeti területen számos ókori maradvány található, így például a város színháza, lakó és közösségi épületek maradványai a pogány és őskeresztény időszakból, illetve számos mozaikpadló. Az ásatási terület az Akrotíri brit légibázis területén található.

## Története
A területen feltárt a legkorábbi építészeti maradványok az újkőkorszakból, Kr.e. 4500-3900 körüli időszakból származnak.
Kevés emlék maradt a városállamok idejéből az ásatási területen, de történeti forrásokból tudjuk, hogy a perzsák elleni ión felkelésnek és ciprusi vezetőjének Onészilosznak a bukását az okozta, hogy Kurion királya Sztaszánor a döntő csata során elárulta szövetségeseit és átpártolt a perzsákhoz.

## Ásatási terület

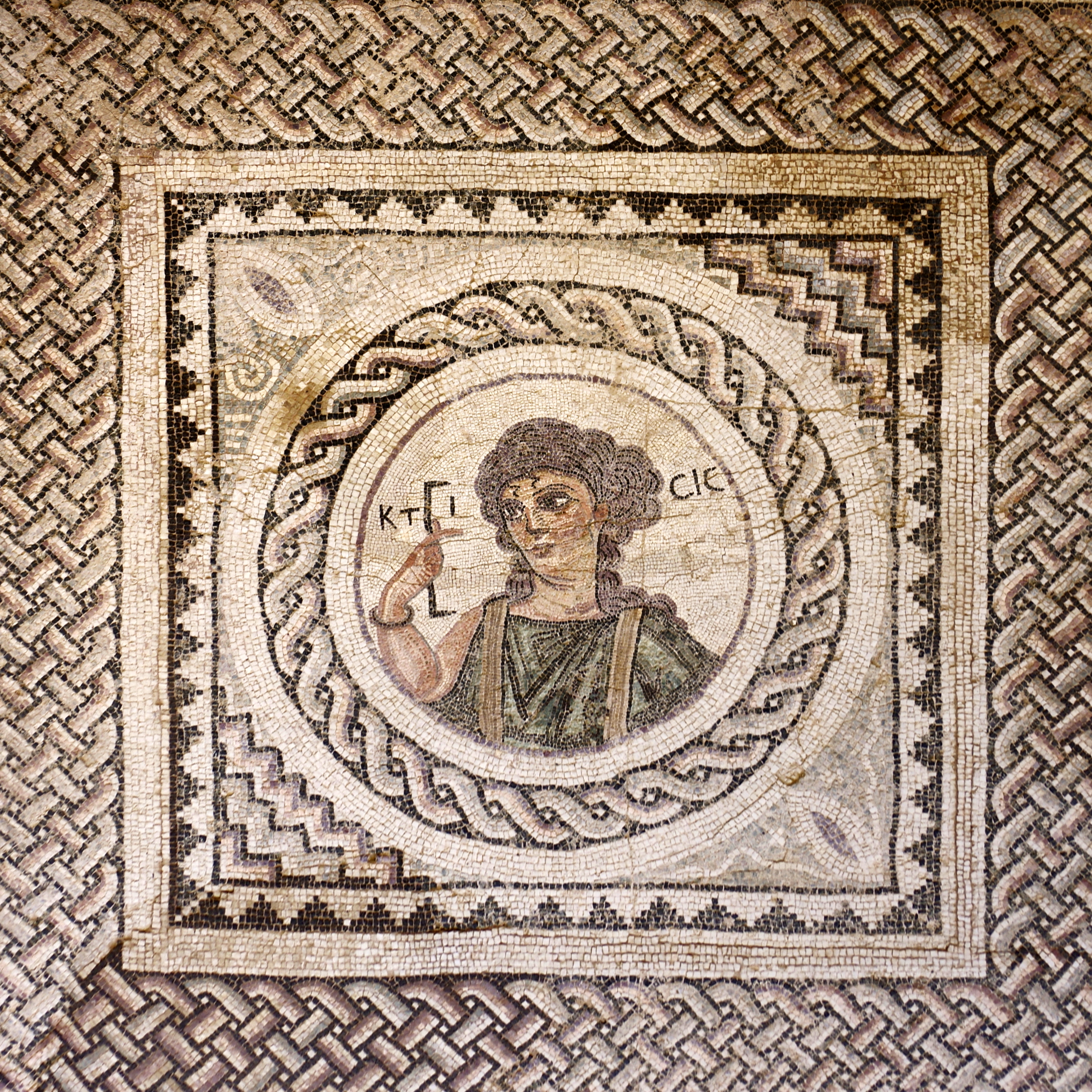
Mozaik (Eustolios háza)

Kurion akropoliszában számos görög, római és kora keresztény épület maradt fenn, illetve került elő a régészeti feltárás nyomán. Középületek mint például a görög-római színház, pogány és keresztény templomok, illetve magánházak egyaránt láthatóak. Nagy számban maradtak fenn mozaikpadlók.

### Színház
A tengerre néző, 3500 fő befogadására alkalmas színház a Kr. e. 2. században épült, de a 2. században alakították ki mai formáját. Jelenleg is alkalmas színházi előadások megtartására.

### Eustolios háza

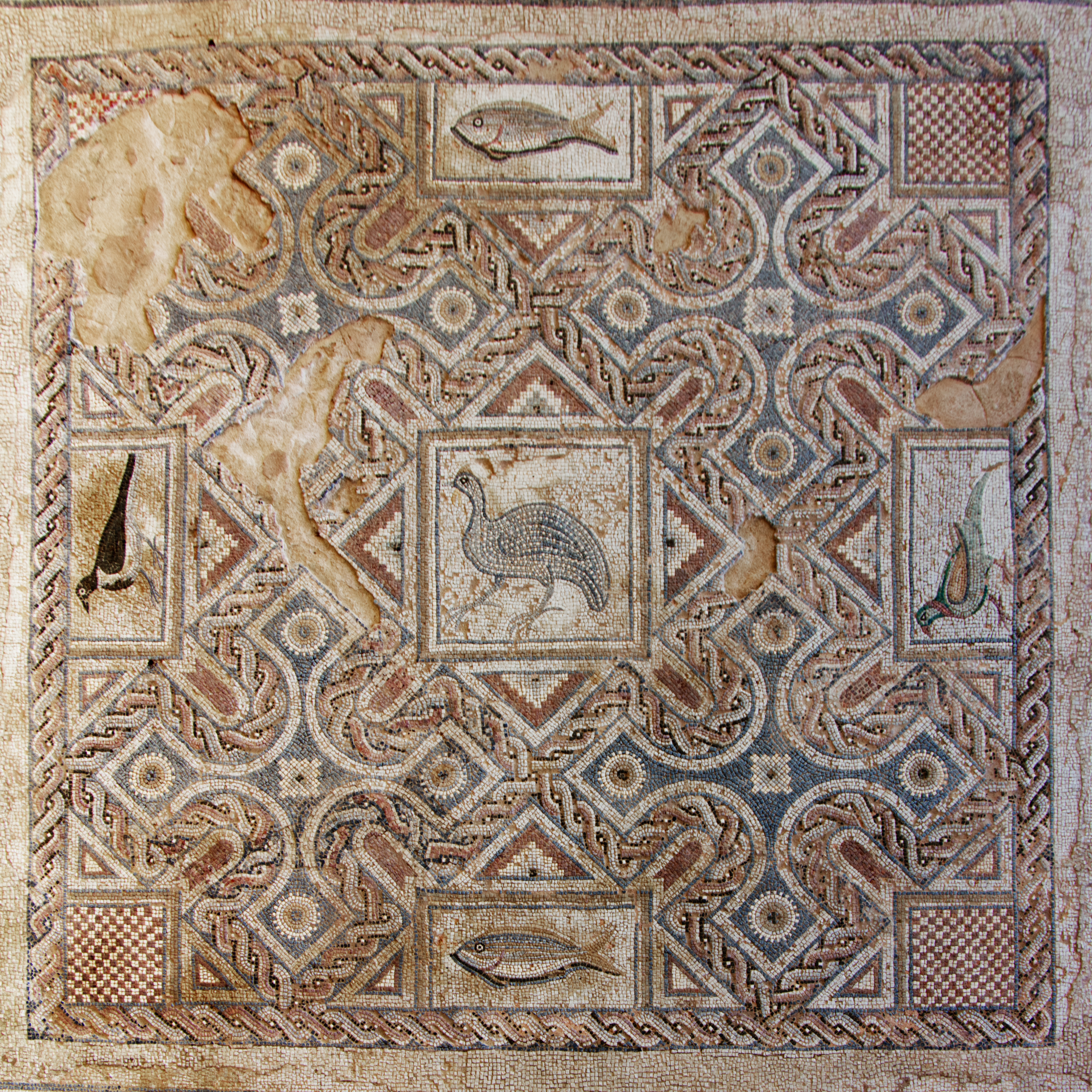
Mozaik az Eustolios házból

Az Eustolios ház előkelő villának épült a 4-5. században, majd később közfürdővé alakították. Padlóján magas színvonalú, jellemzően a korai keresztény időkből származó mozaikokat tártak fel a régészek. Sok esetben a mozaikok tematikája is keresztény eredetre utal: virágminták, hal és madár ábrázolások tűnnek föl.

### Stadion
Az akropolisztól körülbelül egy kilométerre nyugatra találhatóak Kurion 2. században épült stadionjának maradványai.

### Apollón Hylates szentély

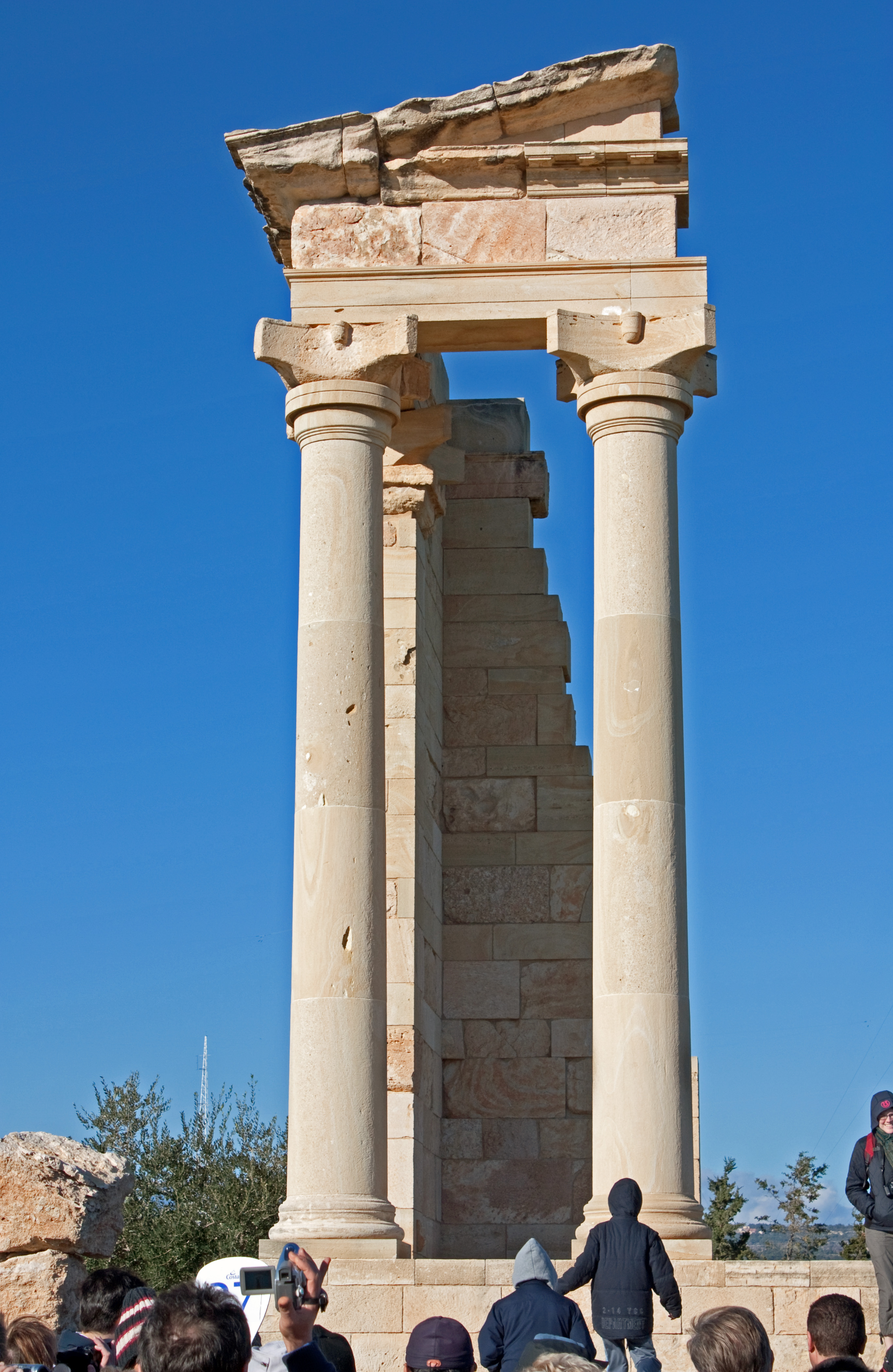
Apollón Hylates templomának rekonstruált darabja

A stadiontól nyugatra, az akropolisztól körülbelül 2,5 kilométerre található komplexumot, a görög Apollón isten és a szigeten tisztelt Hylates erdei isten alakjából összegyúrt Apollón Hylatesnek szentelték. A szentélyben három építészeti korszak nyomai fedezhetőek fel: a Kr.e. 7- századból származó archaikus, a Kr.e. 3. századból, a ptolemaioszi korból származó épületek, valamint a Kr.u. 1 századból származó római szentélyek. A komplexumot – ami számos közösségi épület, így például egy fedett oszlopcsarnokot, palisztrát (küzdősportoknak szentelt területet), temenoszt (zárt szentélykörzetet), kincstárat, több fürdőt, központi udvart, emlékművet is magába foglalt – 365-ben semmisítette meg egy földrengés.